# Апостол Георгиев
Апостол Георгиев е български иконом и първият свещеник на църквата „Света София“ в София. Той започва реставрацията на храма, който при Освобождението е в развалини, и работи усърдно за възстановяването му. Създава първото енорийско православно братство. Въвежда българския език при богослужението.

## Биография

### Начални години и образование
Роден е в гр. Свищов на 21 март 1860 г. Завършва четирикласното училище в родния си град през 1874 г.
Постъпва в новооткритата Петропавловска духовна семинария при Лясковския манастир, където учи три години. Освободителната война (1877 – 1878) го заварва в последния курс. Поради войната семинарията се закрива, учениците са набързо изпитани и са им издадени свидетелства за завършен курс с права за учители и свещеници.

### Работа в митници
На 12 юли 1877 г. става чиновник – писар в Свищовската митница, управител на която е бил бащата на Алеко Константинов, а на 1 август 1880 г. е вече секретар на Варненската първокласна митница (до 1 август 1884).

### Свещеник
Напуска чиновничеството през 1897 г., заминава за Враца и става свещеник, ръкоположен от тогавашния митрополит Константин. През септември 1899 г. се завръща в София и става военен свещеник на столичния гарнизон и едновременно енорийски свещеник при черквата „Св. Спас“.
Заема се с възстановяването на стария, исторически храм „Св. София“, тогава руина, и работи усърдно за тази цел. Успехът на начинанието се дължи в много голяма степен на него. Южният параклис на „Св. София“ е осветен на 20 декември 1900 г. от софийския митрополит Партений. Започва да служи там.
Въвежда българския език при богослужението - първи в страната чете апостола и евангелието на чист литературен български език, а после постепенно изоставя черковнославянския език и накрая цялата служба и всички треби извършва на хубав, разбран български език.
Поставя началото на енорийските православни братства – прицърковни организации за просвета и добротворство, които съдействат за религиозно-църковното просвещение. В София през 1902 г. той основава към енорийския си храм „Св. София“ малък кръжец, който през 1904 г. се превръща в братството „Св. Преоражение Господне“. Помагат му свещениците Костантин Грозданов и д-р Стефан Цанков. Братството изнася беседи, издава брошури, а от 1907 г. и сп. „Духовна зора“.
През Балканската война (1912 – 1913) отец Апостол е назначен от Светия Синод за главен военен свещеник при Главната квартира.
Умира на 16 януари 1942 година.